# Rebeca Guber
Rebeca Cherep de Guber (* 2. Juli 1926 in Avellaneda, Argentinien; † 25. August 2020 in Buenos Aires, Argentinien) war eine argentinische Mathematikerin, Informatikerin  und Hochschullehrerin. Sie war Professorin an den Fakultäten für Exakte und Naturwissenschaften und Ingenieurwissenschaften der Universidad de Buenos Aires, eine der ersten argentinischen Mathematikerinnen und Pionierin in der Entwicklung der Informatik in Argentinien.

## Leben und Werk
Guber war die Tochter russisch-jüdischer Einwanderer, die Anfang des 20. Jahrhunderts nach Argentinien kamen. Sie besuchte sowohl die Grundschule als auch das Gymnasium in Avellaneda. Am Gymnasium in Avellaneda freundete sie sich mit Cecilia Tuwjasz an, die sie später zum Mathematikstudium überredete und ihre Kollegin wurde. Sie studierte Mathematik an der Universidad Nacional de La Plata, wo sie ihren Bachelor-Abschluss erwarb. Sie lernte dort José Guber kennen, den sie später heiratete. Nach ihrem ersten Abschluss promovierte sie bei Luís Santaló zu Problemen der Differential- und Integralgeometrie. 1949 vereidigte sie ihre Dissertation: El estudio de los invariantes afines asociados de las curvas del espacio y de ciertos elementos geométricos ligados con las mismas de manera afín. Sie veröffentlichte zwei Arbeiten, die die wichtigsten Ergebnisse ihrer Dissertation enthielten: Affine invariants of certain triples of curves in space (1951) und Affine invariants of pairs of space curves (1951).
Ein Freund ihres Ehemannes, Julio Broner, gründete 1951 die Autoteilefirma Wobron mit José Guber als Partner, sodass dieser ein gutes Einkommen hatte. Nach ihrem Abschluss konnte sie das Angebot einer Arbeitsstelle an der Universität jedoch nicht annehmen, da sie sich weigerte, der Regierungspartei beizutreten. Sie verdiente ihren Lebensunterhalt mit privaten Mathematikkursen und gründete ein Institut, in dem sie Ingenieurstudenten Analysis lehrte. Sie arbeitete mit Manuel Sadosky zusammen und schrieb das Buch Elementos de cálculo diferencial e integral, das 1956 veröffentlicht wurde.
1955 reisten Guber und ihr Mann nach Europa und verbrachten einige Zeit in Frankreich. Kurz nach ihrer Rückkehr nach Argentinien kam es zu einem Putsch, der Juan Perón stürzte. Obwohl die politische Lage in den folgenden Jahren instabil war, erlangten die Universitäten 1956 ihre Autonomie zurück. An der Universität von Buenos Aires wurde Manuel Sadosky zum kommissarischen Professor für Mathematik an der Fakultät für exakte und Naturwissenschaften und zum kommissarischen Professor für spezielle Mathematik an der Fakultät für Ingenieurwissenschaften ernannt. Im Oktober 1955 begann Guber an der Fakultät für exakte und Naturwissenschaften der Universität von Buenos Aires (FCEN) zu arbeiten. 1957 wurde ihre Tochter Rosana Guber geboren.
Als das Calculus Institute (IC) gegründet wurde, wurde sie von Sadosky als Leiterin eingesetzt und betreute eine Gruppe von siebzig Wissenschaftlern. Als sie 1957 Leiterin der praktischen Arbeit am FCEN war, gelang ihr zusammen mit Sadosky und dem Dekan Rolando Garcia der Kauf des ersten Computers für wissenschaftliche Zwecke für eine argentinische Universität. Seit 1961 war Rebe oder Doktor Guber, wie sie früher genannt wurde, die Geschäftsführerin des neuen Analysis-Instituts, das im Pavillon I der Fakultät für Exakte Wissenschaften in der neu gegründeten Universitätsstadt Núñez (Buenos Aires) betrieben wurde. Dort wurde der englische Computer Clementina eingesetzt. Der Ferranti-Mercury-Computer war von seiner Installation an als Clementina bekannt. Ein kleines Team mit Guber und Berdichevsky unter der Leitung von Sadosky begann mit der Arbeit an dem neuen Computer. Guber wurde am 6. Juni 1960 zur Technischen Sekretärin des Calculus Institute ernannt. Das IC nahm den neuen Computer am 15. Mai 1961 in Betrieb. Der erste Auftrag war die Bearbeitung einer Volkszählungsstichprobe, deren Auswertung eine halbe Stunde dauerte. Das Institut war sehr erfolgreich bei der Durchführung von Aufgaben für verschiedene Fakultäten der Universität von Buenos Aires, für Institutionen wie die Nationale Atomenergiekommission und für verschiedene private Unternehmen. Darüber hinaus führten die Mitglieder des Computerinstituts ihre eigenen Forschungsarbeiten durch.
Nach dem Putsch Carlos Onganías im Jahr 1966 wurde die Universität von Buenos Aires im Juli 1966 von der Polizei angegriffen und Gubers Labor wurde zerstört. Guber trat zusammen mit rund 400 anderen Fakultätsmitgliedern aus Protest gegen die Polizeibrutalität gegenüber dem Universitätspersonal im Anschluss an die sogenannte Nacht der langen Schlagstöcke zurück.

## Gründung vonAsesores Ciencia Técnicos SA
Sie gründete zusammen mit dem Ingenieur Juan Chamero, dem Mathematiker Sadosky und dem Chemiker David Jacovkis das Unternehmen Asesores Científico Técnicos (ACT). Es war das erste argentinische Unternehmen, das sich auf Softwareentwicklung konzentrierte. Weitere Mitglieder des Computational Institute arbeiteten für diese Firma. Guber hatte eine leitende Funktion in dem Unternehmen und war auch für die Ausarbeitung aller Vorschläge für die durchzuführenden Arbeiten verantwortlich, darunter eine technische, wirtschaftliche und finanzielle Machbarkeitsstudie für ein Projekt zur Erweiterung der Avenida 9 Julio. Bei diesem Projekt wurden mathematische Modelle des Verkehrsflusses und des Parkens berücksichtigt. 1970 verkauften Guber und die beiden anderen Gründer die Firma an einige ihrer Mitarbeiter. 1971 ließ sich Guber von ihrem Ehemann scheiden.

## Tätigkeiten an der Zentraluniversität von Venezuela und Schulgründungen in Argentinien
1973 begann Guber für die damalige Vereinigung für Sozialleistungen zu arbeiten, trat jedoch 1976 aus dem Vorstand zurück, als die nächste Militärdiktatur, die in diesem Jahr in Argentinien die Macht übernahm, begann, die von der Vereinigung unterstützten Geschäftsleute zu verfolgen.
Nachdem sie ein Jahr lang keine Arbeit gefunden hatte, ging Guber 1977 nach Venezuela. Dort war sie Beraterin der Fundación Gran Mariscal de Ayacucho, wurde später Leiterin der Abteilung für Informationstechnologie und koordinierte die Mathematikabteilung der Fakultät für Architektur der Zentraluniversität von Venezuela.
1983 wurde Argentinien unter Präsident Raúl Alfonsín eine Demokratie. Guber kehrte vor Alfonsíns Wahl zum Präsidenten nach Argentinien zurück und unterstützte gemeinsam mit Sadosky dessen Kandidatur. Nachdem Alfonsín Präsident geworden war, wurde Guber Leiterin des Beraterkabinetts und später Unterstaatssekretärin für operative Koordinierung. In dieser Funktion war sie maßgeblich an der Gründung des Technologischen Instituts von Chascomús und der Lateinamerikanischen Informatikschule beteiligt. Die Lateinamerikanische Informatikschule, die 1986 im Pereyra Iraola Park, etwa 40 km von Buenos Aires entfernt, gegründet wurde, war eine argentinische Hochschule für Informatik. Guber leistete Unterstützung für den Erfolg dieser Schule, doch nach vier Jahren wurde der Schule die Finanzierung entzogen.
Für den Rest ihrer Karriere war Guber Beraterin für viele verschiedene Organisationen, wie zum Beispiel die Kommission für wissenschaftliche Forschung der Provinz Buenos Aires. Ihre Arbeit für diese Kommission von 2000 bis 2002 beinhaltete die Entwicklung eines Projekts für den naturwissenschaftlichen Unterricht an Schulen in der Provinz Buenos Aires. Sie arbeitete auch für den Verwaltungsrat der Nationalen Agentur für wissenschaftliche und technologische Förderung und für die Nationale Kommission zur Verbesserung des naturwissenschaftlichen und mathematischen Unterrichts. Ein weiteres ihrer Projekte war das Studienzentrum der Grupo Redes. Mehrere Jahre lang betreute sie den Jahresbericht von The State of Science und leitete mehrere Online-Umfragen.
Sie war 2009 die Förderin der Gründung der Sadosky Foundation, einer öffentlich-privaten Organisation zur Förderung der Verbindung zwischen dem wissenschaftlich-technologischen System und der Produktionsstruktur im Bereich der Informations- und Kommunikationstechnologien.
Guber arbeitete bis zu ihrem 85. Geburtstag 2011. Sie starb im Alter von 94 Jahren als eines der Opfer der COVID-19-Pandemie.
Sie wurde mit der Benennung eines Raums im Computational Institute in Rebeca Cherep de Guber Classroom geehrt.

## Veröffentlichungen (Auswahl)
- mit Manuel Sadosky: Elementos de Calculo Diferencial e Integral (Spanish Edition). 2004, ISBN 978-950-553-122-6.
- mit Manuel Sadosky: Elementos de Calculo Diferencial E Integral T 2 (Spanish Edition). 1972, ISBN 978-950-553-000-7.
- The Beginning of Computer Science in Argentina – Clementina – (1961–1966)", History of Computing and Education 2 (HCE2), IFIP International Federation for Information Processing, vol. 215, Springer US, 2006, S. 203–215. doi:10.1007/978-0-387-34741-7_15. ISBN 978-038-734-637-3.